# 亨特城鎮區 (伊利諾伊州傑斯帕縣)
亨特城鎮區（英語：Hunt City Township）是位於美國伊利諾伊州傑斯帕縣的一個行政鎮區。

## 地方資料
根據2010年美國人口普查的數據，亨特城鎮區的面積為83.00平方千米，當中陸地面積為83.00平方千米，而水域面積為0.00平方千米。當地共有人口278人，而人口密度為每平方千米3.35人。